# 34003 Ivozell
34003 Ivozell este o planetă minoră (asteroid) din centura de asteroizi. A fost descoperită pe 29 iulie 2000 la Experimental Test Site⁠(d) de Lincoln Near-Earth Asteroid Research. 
Obiectul prezintă o orbită caracterizată de o semiaxă mare de 2,4133284 UAi, o excentricitate de 0,07, o înclinație de 9,5891 ° în raport cu ecliptica.